# Municipio de Saline (condado de Hempstead)
El municipio de Saline (en inglés: Saline Township) es un municipio ubicado en el condado de Hempstead en el estado estadounidense de Arkansas. En el año 2010 tenía una población de 712 habitantes y una densidad poblacional de 4,73 personas por km².

## Geografía
El municipio de Saline se encuentra ubicado en las coordenadas 33°43′51″N 93°48′26″O / 33.73083, -93.80722. Según la Oficina del Censo de los Estados Unidos, el municipio tiene una superficie total de 150.67 km², de la cual 134.06 km² corresponden a tierra firme y (11.03%) 16.61 km² es agua.

## Demografía
Según el censo de 2010, había 712 personas residiendo en el municipio de Saline. La densidad de población era de 4,73 hab./km². De los 712 habitantes, el municipio de Saline estaba compuesto por el 55.9% blancos, el 35.96% eran afroamericanos, el 0.7% eran amerindios, el 2.95% eran asiáticos, el 0.28% eran isleños del Pacífico, el 2.39% eran de otras razas y el 1.83% pertenecían a dos o más razas. Del total de la población el 2.81% eran hispanos o latinos de cualquier raza.